# RD Slovan
Rokometno društvo Slovan, comúnmente conocido como RD Slovan o simplemente Slovan,  es un club de balonmano de la localidad Ljubljana, Eslovenia.

## Palmarés
Nacionales
- Liga de Yugoslavia

Campeón (1): 1979–80
- Liga de Eslovenia

Subcampeón (1): 1991–92
- Copa de Eslovenia

Subcampeón (2): 1992–93, 1995–96
Internacionales
- Copa de Europa

Finalista (1): 1980–81

## Plantilla 2023-24
|  | Porteros - 01 Ivo Jan Marušić - 12 Jernej Mlakar - 16 Erik Krbavčić Extremos izquierdos - 03 David Stegel - 06 Rok Novak - 18 Matic Pipp Extremos derechos - 07 Tai Balažic - 11 Kenan Pajt - 19 Arijan Kovačević - 66 Vid Šebalj Pívots - 13 Martin Varga - 14 Luka Poje - 15 Darko Stojnić - 34 David Kovačič | Laterales izquierdos - 08 Žan Grojzdek - 10 Marko Ribić - 15 Tarik Mlivić - 30 Izidor Budja - 72 Taj Puklič Centrales - 23 Alexander Perić - 25 Nik Pirnat - 35 Marko Kobetić Laterales derechos - 21 Mark Lipovac - 24 Bine Pirc - 33 Mislav Nenadić |